# Єпископ

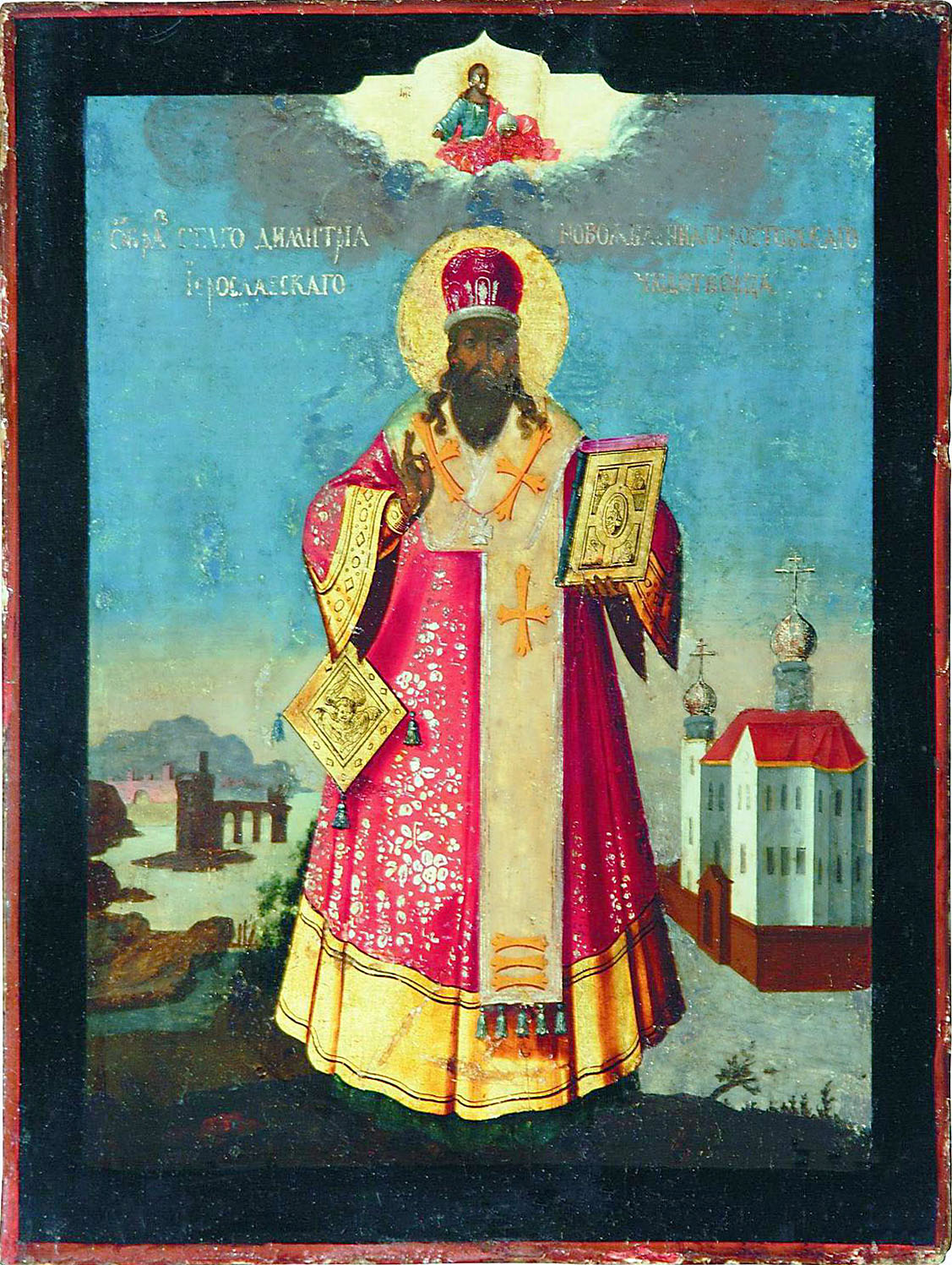
Православний єпископ (Димитрій Ростовський)

Єпи́скоп або бі́скуп (грец. ἐπίσκοπος — «наглядач», «спостерігач») — найвищий керівник церковного життя кожної єпархії у більшості християнських церков.

## Назва
Назва походить з апостольських часів і означає «наглядач» або «той, хто дивиться згори». Грецьке слово ἐπίσκοπος (епіскопос) складається з префікса ἐπί (епі) — «над», «понад», і кореня σκοπός (скопос) — «той, хто дивиться». Апостоли ставили єпископів як своїх заступників, і тому їхня церковна влада вважається незалежною ні від кого і обмеженою тільки територією своєї єпархії, поза яку вона не може виходити, щоб не порушувати компетенцій інших єпископів.

## Історія

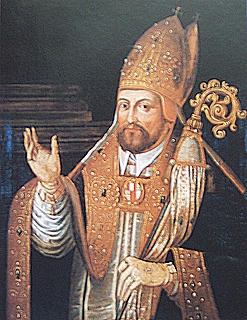
Католицький єпископ

Геральдична форма для гербу католицького єпископа

Посада єпископа бере свій початок з перших десятиліть християнства. У Новому Заповіті термін епіскопос використовується для позначення керівників місцевих громад. У перших християнських громадах єпископи відповідали за духовне керівництво та навчання вірян.
З часом єпископи стали вважатися наступниками апостолів, і концепція апостольського спадкоємства стала центральною для багатьох церков.
У ранньому християнстві єпископи були керівниками місцевих церковних громад і відповідали за проведення таїнств, зокрема хрещення та Євхаристії. Вони також рукопокладали священиків і дияконів, забезпечуючи таким чином безперервність церковного життя.
З часом деякі єпископи почали приймати, залежно від адміністративної ваги їхніх єпархій, титули митрополита, архієпископа, патріарха, але всі єпископи, незалежно від різної ваги їхніх адміністративних функцій, уважаються рівними в благодаті.
Єпископи мають право рукопокладати священиків і дияконів, призначати настоятелів та інших духовників і звільняти їх з посади. Вони мають право нагороджувати за пильну службу і судити підлегле їм духовенство за порушення канонів або моральні провини. Єпископам належить виключне право освячувати миро та антимінси.
Як зовнішню ознаку, єпископи, крім хреста і жезла, носять панагію на грудях, саккос, омофор і митру. Судити єпископа може тільки собор єпископів.
Кандидат на єпископський сан обирається виключно серед пресвітерів. Такий кандидат на нового єпископа висвячується двома-трьома кліриками в сані єпископа.

## Єпископи в різних християнських традиціях

### Православна церква
У Православній церкві єпископ вважається повноцінним носієм священства та спадкоємцем апостольської традиції. Він має право здійснювати всі таїнства, включаючи хіротонію нових єпископів, священиків і дияконів. Єпископи обираються Священним Синодом або Помісним собором.

### Католицька церква
У Католицькій церкві єпископ є наступником апостолів і носієм апостольського спадкоємства. Католицькі єпископи призначаються Папою Римським. Вони відповідальні за керівництво єпархією, рукопокладення священиків та дияконів, а також за підтримку церковної дисципліни.

### Англіканська церква
В Англіканській церкві єпископи відіграють ключову роль у церковному управлінні та богослужінні. Вони рукопокладають священиків і дияконів та забезпечують єдність церкви.

### Лютеранська церква
У деяких лютеранських церквах збережено єпископат, але його роль може відрізнятися залежно від конкретної деномінації.

## В Україні

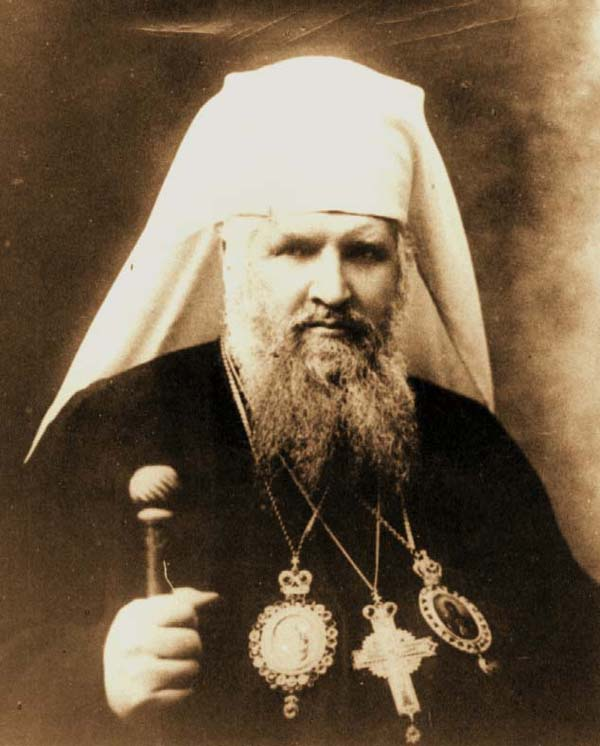
Андрей Шептицький — митрополит та єпископ Української греко-католицької церкви

В Україні посада єпископа має давню історію, пов'язану з поширенням християнства на українських землях.
У період Київської Русі перші єпископи з'явилися після Хрещення Русі у 988 році. Вони були підпорядковані Київському митрополиту, який, у свою чергу, був під юрисдикцією Константинопольського патріархату.
У XVII столітті на допомогу греко-католицьким правлячим єпископам прийшли вікарні єпископи, або вікарії. В Наддніпрянській Україні вікарії відомі з XVIII століття, а з кінцем XIX століття їх число значно зросло: київська єпархія мала чотирьох вікаріїв, а херсонська — трьох. З 1917 року на Наддніпрянщині було 10 правлячих єпископів і 22 вікарних.
У сучасній Православній церкві України (ПЦУ) та Українській греко-католицькій церкві (УГКЦ) єпископи продовжують відігравати ключову роль у церковному житті, очолюючи єпархії та здійснюючи духовне керівництво.

## У Польщі
На теренах Речі Посполитої, а пізніше — у сучасній Польщі, вживана назва католицького єпископа «біскуп».
Єпископи мали значний вплив не тільки в церковному, але й у політичному житті країни. Вони були членами Сейму та займали високі посади в державній адміністрації.